# Chaetopleurophora dividua
Chaetopleurophora dividua är en tvåvingeart som beskrevs av Nakayama 2007. Chaetopleurophora dividua ingår i släktet Chaetopleurophora och familjen puckelflugor. Inga underarter finns listade i Catalogue of Life.